# ترک مجلس
ترک مجلس به کنش ترک محل کار، مدرسه، یک جلسه، یک شرکت یا یک سازمان، به‌ویژه اگر با اعتراض یا به معنای مخالفت باشد، گفته می‌شود.

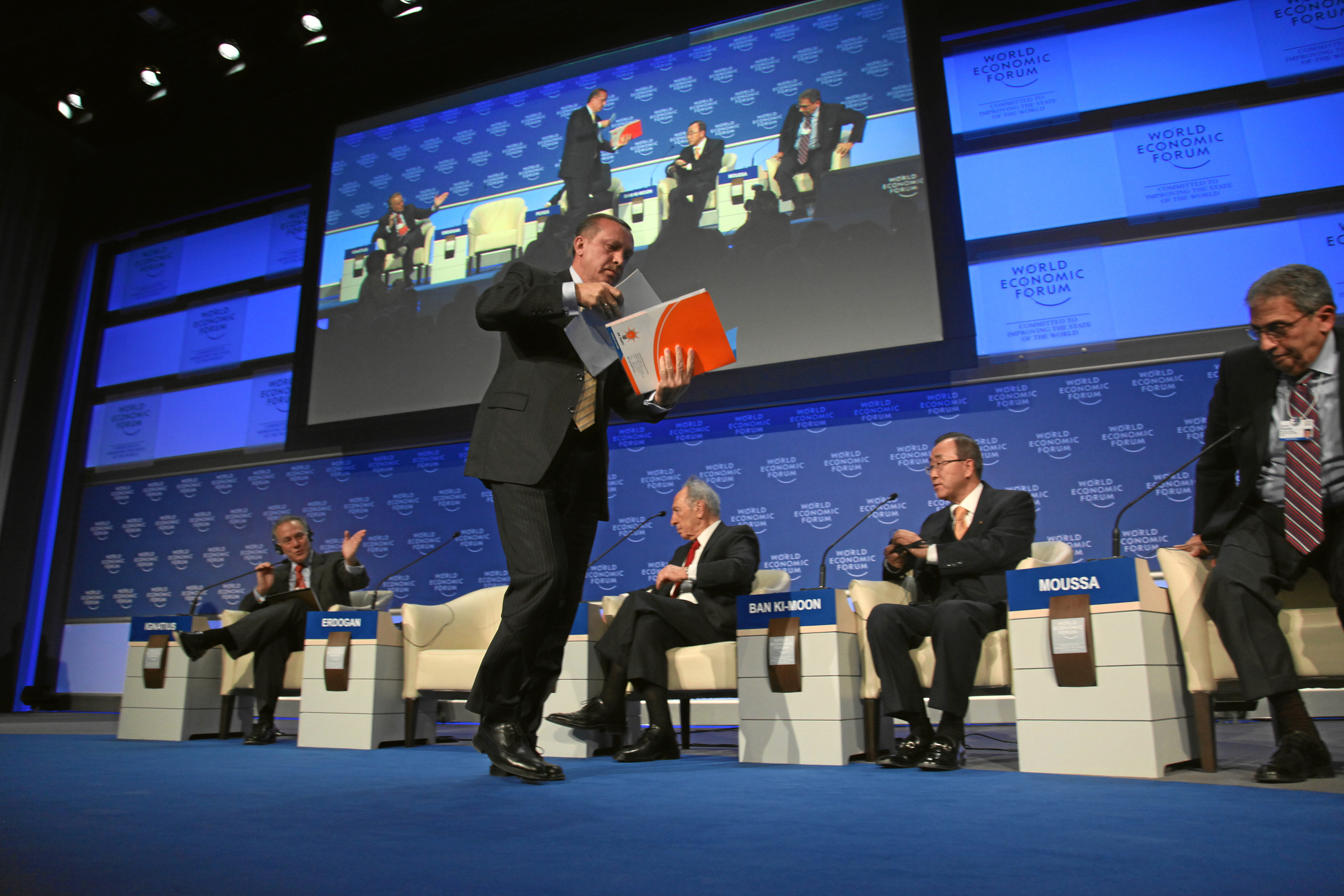
رجب طیب اردوغان در ۲۰۰۹، اجلاس داووس را معترضانه ترک می‌کند.